# Isma Laanaya
Isma Laanaya, née le 9 septembre 2000, est une tumbleuse française.
Avec Léa Callon, Émilie Wambote et Marie Deloge, elle remporte la médaille de bronze en tumbling par équipe aux Championnats du monde de trampoline 2019 à Tokyo.